# Telecomunicações da Bahia
Telecomunicações da Bahia S/A (Telebahia), anteriormente (Telefones da Bahia S.A. — Tebasa) foi a empresa operadora de telefonia do sistema Telebras no estado da Bahia antes do processo de privatização em julho de 1998.

## História
A empresa foi fundada em 9 de janeiro de 1958, através da Lei Estadual 997/1958, como Telefones da Bahia S.A. (Tebasa). Após mais de dez anos operando por meio do executivo estadual, a ditadura militar centralizou os serviços telefônicos do país, implementando uma reforma que criou, em 1972, a Telecomunicações Brasileiras S.A. (Telebrás), que assumiu o controle acionário da Tebasa em 20 de julho de 1973, passando assim a ser regida pelo executivo federal. Em 11 de março de 1974 a empresa passar a se chamar Telecomunicações da Bahia S/A (Telebahia).
A Telebahia foi pioneira em diversos serviços telefônicos na Bahia, trazendo inclusive os orelhões (que viriam a ser utilizados no país inteiro por sua sucessora, Telemar) e o uso de fichas telefônicas nos mesmos.

### A Telebahia na cultura do baiano

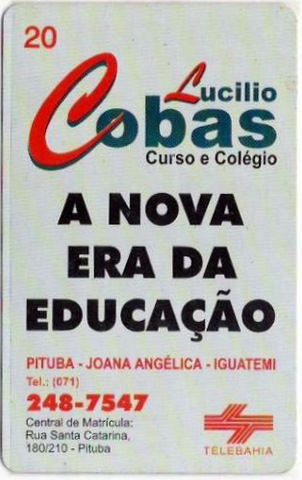
Cartão telefônico da Telebahia com publicidade do colégio Lucilio Cobas

Devido à grandeza da empresa estatal, diversos bancos e empresas na época utilizavam-se de seus serviços, permitindo assim, acordos não existentes em outros estados, que faziam com que fichas telefônicas pudessem ser encontradas facilmente em farmácias, bancos, supermercados e lojas de conveniência do estado.
Tinha diversas lojas de atendimento espalhadas por todo o estado, que viraram sinônimo de presença da empresa no estado, facilitando a vida dos seus clientes, que nesta, podiam retirar segunda via de contas, comprar ou alugar linhas telefônicas, fichas/cartões telefônicos (as), e outros serviços.
Também inovou instalando orelhões em formatos de berimbaus e de cocos em diversos pontos turísticos da cidade de Salvador, e com seus comerciais inovadores, conhecidos por todo o estado, que já chegaram a ganhar prêmios fora do país.

### Aluguéis de linhas telefônicas
A Telebahia, assim como todas as outras empresas telefônicas estatais da época, atendia quase que exclusivamente ao público ‘Classe A e B’, pois os preços das linhas telefônicas na época, não eram acessíveis a todas as classes sociais. Porém, isto não fazia com que as outras classes não pudessem ter um telefone fixo instalado em suas residências, porque com o ‘Plano de Expansão’ iniciado pela Telebahia na época, as pessoas podiam ‘alugar’ as linhas telefônicas. Era gerado um contrato de comodato entre a Telebahia/Telebrás e o usuário da linha telefônica, e este, pagava além da tarifa do plano telefônico escolhido, o aluguel para que aquela linha continuasse sendo mantida naquele local. Caso o cliente, titular do contrato, quisesse a linha telefônica em seu nome, e pudesse ter o direito de movê-la para qualquer bairro da cidade sem necessidade de reinstalação e de mudança de número, era necessária a compra da linha telefônica, que na época chegava a custar 20 mil reais. A transferência de titularidade e instalação completa da linha telefônica chegava a durar até 6 anos.

### Privatização e compra pela Tele Norte Leste S/A
O Sistema Telebrás foi privatizado no dia 29 de julho de 1998 em função de uma mudança constitucional no ano 1995, e com a promulgação da Lei Geral de Telecomunicações, que visava a ampliação e a universalização dos serviços de comunicação e o enxugamento da máquina estatal brasileira. Desta forma, a Telebahia e sua unidade de telefonia móvel digital, Telebahia Celular, foram privatizadas. A Telebahia foi vendida para a Tele Norte Leste S/A, formando a Telemar, e a Telebahia Celular foi vendida para uma holding da Telefônica com a Portugal Telecom, formando a Vivo. Atualmente, a Tele Norte Leste S/A tem seus produtos comercializados com a marca Oi, e a Vivo é a maior operadora de telefonia móvel do país.

## Estrutura

### Postos de atendimento

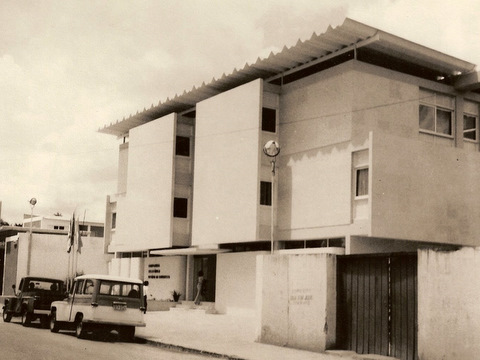
Antigo prédio da Telebahia em Vitória da Conquista.

Por seus clientes, em sua maioria, serem de classes ‘A’ e ‘B’ o atendimento ao cliente da Telebahia era diferenciado. Além do que já foi dito, as parcerias com os bancos, prefeitura e outros estabelecimentos, permitiam a criação de uma rede de postos de atendimento, onde, por meio das lojas instaladas em pontos estratégicos, o cliente podia efetuar compras de fichas/cartões telefônicos (as), resolver qualquer problema relacionado à linha telefônica e/ou outros serviços prestados pela companhia.

### Serviços de telefonia oferecidos
Com a manutenção constante da sua rede, e a instalação de fibra óptica, a Telebahia chegou a diversos locais de difícil acesso, e pôde atuar com qualidade em todos os pontos, iniciando a comercialização de serviços telefônicos diferenciados.
- Serviços avançados: tráfego DDD/DDI/local, débito automático em conta corrente/conta agrupada, CPA, BINA, plataformas de voz e texto (ATA, fax virtual, virtual plus, aviso de mensagem)[carece de fontes?]
- Serviços básicos: tráfego DDD/local, plataformas de voz e texto (ATA, fax virtual, virtual plus), telemax[carece de fontes?]

### Serviços de internet e dados oferecidos
A fibra óptica instalada na nova rede, também permitiu a comercialização de serviços destinados a internet, e comunicação de dados.[carece de fontes?]
- Serviços de dados
  - Serviço videotexto — funcionava como um navegador da web, mas, em formato de fax, que exibia em sua tela, informações atualizadas dos canais escolhidos pelo cliente, e autorizados pela empresa telefônica. A Telebahia, na época de veiculação do serviço, disponibilizava os canais 1481 e 1483, que eram respectivamente canais de Bancos, lista telefônica, andamentos de processos jurídicos e outros (1481), e Videopapo, Videomensagem e outras opções de lazer (1483).[carece de fontes?]
  - Datafone 64 — foi um serviço que disponibilizava uma conexão direta com outros usuários do serviço a uma velocidade de 64 Kbps, e permitia comunicação instantânea utilizando-se tanto de mensagens, quanto de voz e vídeo, concedendo na época, condições suficientes para realizar vídeos-chamada. A Telebahia forneceu este serviço ao Hospital SARAH, que pôde monitorar imagens no acompanhamento de cirurgias entre os hospitais de Brasília e Salvador.[carece de fontes?]
- Serviços de Internet
  - Bahiamail — os clientes da Telebahia tiveram em ‘primeira mão’ um serviço de email estruturado e coordenado por ela. Tratava-se do serviço Bahiamail. Uma plataforma específica para intercâmbio de mensagens que, utilizando-se da rede de pacotes, possibilitava transações comerciais como cobranças bancárias, requisição de compras, entre outras.[carece de fontes?]
  - Supernet — uma espécie de serviço banda larga utilizando-se da estrutura de fibra óptica já disponível.[carece de fontes?]
  - Provedor e hospedagem — desde 1998, a Telebahia comercializava planos que permitiam a seus clientes, acesso a internet com velocidade máxima de 2 Mbps, e hospedagem virtual para sites de pequenas, médias e grandes empresas.[carece de fontes?]

## Telebahia Celular
No dia 12 de Dezembro de 1997, a Telebahia lançou o serviço de telefonia móvel digital, mobilizando o mercado nacional. E assim nasceu a Telebahia Celular, que como a sua ‘mãe’ inovou no mercado telefonia móvel, trazendo as melhores novidades do mercado internacional, sempre mantendo os melhores preços e o melhor relacionamento com o cliente. Criada também para atender os públicos ‘A’ e ‘B’, inicialmente só trabalhava com planos pós-pagos. Vendo a necessidade de comunicação das outras classes, a Telebahia inova mais uma vez, e cria o plano ‘Fácil’, que era um início do que conhecemos hoje como plano pré-pago. A Telebahia também foi pioneira na tecnologia CDMA, que foi utilizada pela Vivo até o ano de 2007.